# Турецкие военные операции под чужим флагом
Турецкие военные операции под чужим флагом были проведены турецкой армией, но ответственность за них была возложена на курдских повстанцев.

## Примеры

### 1990-е годы
В частности, в 1994 году турецкие самолёты подвергли бомбардировке деревни Кушконар и Кочагылы, при этом турецкое государство обвинило РПК, даже несмотря на то, что РПК не имела истребителей в своем арсенале. Тем не менее, тогдашняя премьер-министр Турции Тансу Чиллер ложно утверждала, что «военная авиация, бомбившая деревни, не принадлежала государству».
Потерпевшие от резни в Кушконаре обратились с жалобой на Турцию в Европейский суд по правам человека. Суд вынес решение в пользу заявителя, напомнив в § 184, что неизбирательные воздушные бомбардировки гражданских лиц и их деревень неприемлемы в демократическом обществе и несовместимы с какими-либо основаниями, регулирующими применение силы, изложенными в статье 2 Европейской конвенции о правах человека, обычными нормами международного гуманитарного права или любым из международных договоров, регулирующих применение силы в вооруженных конфликтах.
Официальная политика турецкого государства, направленная против курдов, включает в себя отрицание этнической идентичности, массовые убийства, внесудебные казни и насильственные исчезновения многочисленных курдских политических и гражданских активистов.
По признанию турецкого полицейского Айхана Чаркына, который возглавлял Департамент специальных операций в 2011 году, турецкими властями в 1990-х годах отдавались приказы о физическом уничтожении курдских политиков и гражданских активистов. Чаркын также признался, что «глубинное государство» стояло за инцидентами в Башбагларе, Пинарджике, Перпа, Чифтехавузларе, районе Гази, Болу Сапанджа и многими другими массовыми убийствами.
В своем интервью журналисту на площади Таксим в Стамбуле Чаркын подтвердил, что «JITEM, а не РПК, стоит за множеством массовых убийств, особенно резнёй в деревне Пинарджик, новости о которой публиковались под заголовками „детоубийцы“ и фотографиями убитых младенцев». Он добавил: «Как мы можем считать нормальным, когда курдскую мать раздевают догола, а затем говорят, что она поддерживала РПК».